# 플로라 오브 노스 아메리카
플로라 오브 노스 아메리카(Flora of North America, 정식 제목: The Flora of North America North of Mexico, 일반적으로 FNA)는 미국, 캐나다, 세인트 피에르 미클롱, 그린란드 등 북아메리카 지역의 자생 식물과 귀화 식물을 설명하는 다권 작품이다. 여기에는 선태류와 관다발 식물이 포함된다. 모든 분류군은 이분형 키로 기술 및 포함되어 있으며, 모든 종의 분포와 종 이하 분류군이 매핑되어 있으며, 약 20%의 종은 FNA를 위해 특별히 준비된 선 그림으로 설명되어 있다. 이 책은 완성되면 30권으로 채워질 것으로 예상되며 멕시코 북부의 알려진 모든 식물을 다루는 최초의 작업이 될 것이다. 2015년에는 이 시리즈가 2017년에 끝날 것으로 예상되었다. 2022년 현재 29권의 책이 출판되었다.
출판 후 곧 내용이 온라인으로 공개된다.
FNA는 전 세계 약 1,000명의 작가, 예술가, 평론가, 편집자로 구성된 협업체이다.